# Atopsyche chimpuocllo
Atopsyche chimpuocllo är en nattsländeart som beskrevs av Schmid 1989. Atopsyche chimpuocllo ingår i släktet Atopsyche och familjen Hydrobiosidae. Inga underarter finns listade i Catalogue of Life.